# Спойлер твору
Спо́йлер (від англ. spoil — псувати) — інформація про книгу, фільм, відеогру, музичний альбом тощо, яка розкриває сюжет ще до особистого ознайомлення з предметом уваги й тому може зіпсувати враження від твору.
До деякої міри запобігти спойлерові можна за допомогою попередження про спойлер. Якщо, наприклад, в інтернет-форумі ведеться обговорення твору людьми, які з ним уже знайомі, за правилами етикету вони мають ставити попередження про спойлер у горішній частині сторінки та робити відступ у своєму повідомленні так, щоб основний текст не потрапляв на першу сторінку екрану. У такому випадку читач бачить на сторінці тільки попередження, а тому вільний чинити як завгодно — читати далі чи ні.
Одним із перших цей термін використав Дуглас Кенні у своїй статті «Спойлери», опублікованій 1971 року в журналі National Lampoon. Сама стаття розкривала кінцівки відомих фільмів.